# 科雷佐拉
科雷佐拉（義大利語：Correzzola），是意大利威尼托大区帕多瓦省的一个市镇。总面积42.5平方公里，人口5607人，人口密度131.9人/平方公里（2009年）。国家统计（ISTAT）代码为028035。